# Aşağıdut, Kağızman
Aşağıtut là một xã thuộc huyện Kağızman, tỉnh Kars, Thổ Nhĩ Kỳ. Dân số thời điểm năm 2010 là 248 người.